# Elaphria cenicienta
Elaphria cenicienta är en fjärilsart som beskrevs av Paul Dognin 1897. Elaphria cenicienta ingår i släktet Elaphria och familjen nattflyn. Inga underarter finns listade i Catalogue of Life.